# Maklár
Maklár is een plaats (község) en gemeente in het Hongaarse comitaat Heves. Maklár telt 2500 inwoners (2006).